# Aglaophenia propingua
Aglaophenia propingua är en nässeldjursart som beskrevs av John Fraser 1938. Aglaophenia propingua ingår i släktet Aglaophenia och familjen Aglaopheniidae. Inga underarter finns listade i Catalogue of Life.